# Золотницкая, Татьяна Владимировна
Татьяна Владимировна Золотницкая — советская пловчиха. Неоднократная чемпионка и рекордсменка СССР. Участница Олимпийских игр 1972 года. Мастер спорта СССР международного класса. 

## Биография
Выступала под флагом общества «Динамо» (Новосибирск) (1969—1974).  Тренировалась у заслуженного тренера РСФСР Игоря Александровича Рублёва.
Специализировалась в плавании вольным стилем. Входила в состав сборной СССР  в 1969—1974 годах. В шутку её называли «Гоулдницкая» (пародия на фамилию олимпийской чемпионки австралийки Шейн Гоулд).
Чемпионка СССР на дистанциях 100 м (1970, 1972) , 200 м (1969, 1970, 1972, 1974) и 400 м (1972) вольным стилем и в эстафете 4х100 м в/с (1974).
Четырнадцатикратная рекордсменка СССР (1969—1974) в плавании вольным стилем на 100, 200 и 400 м и в эстафетах.
Серебряная медалистка  чемпионата Европы 1970 года в Барселоне в комбинированной эстафете. 
Участница Летних Олимпийских игр 1972 года в четырёх дисциплинах: 100 м, 200 м вольным стилем и эстафетах  4 × 100 м вольным стилем и комбинированной 4 × 100 м (в последнем виде была в одном шаге от призового места). Участница первого чемпионата мира по плаванию 1973 года, где она не пробилась в финальные заплывы.
Завершила спортивную карьеру в 1975 году. Была временно парализована из-за заболевания позвоночника. В дальнейшем соревновалась среди спортсменов-инвалидов и тренировала (с 1996 года) детей с ограниченными физическими возможностями.